# Hermann Wein
Hermann Wein (* 20. Mai 1912; † 3. November 1981) war ein deutscher Philosoph.

## Leben
Der Sohn eines Juristen aus München studierte in Berlin, Wien und Heidelberg und promovierte 1936 bei Nicolai Hartmann. Er trat 1937 in die NSDAP ein. Nach der  Habilitation 1942 erfolgte 1943 die Ernennung zum Philosophiedozenten. Ab 1947 war er in Göttingen wieder Dozent und 1950 außerplanmäßiger Professor ebenda.

## Schriften (Auswahl)
- Das Problem des Relativismus. Philosophie im Übergang zur Anthropologie . Berlin 1950, OCLC 841240283.
- Philosophie als Erfahrungswissenschaft. Aufsätze zur philosophischen Anthropologie und Sprachphilosophie. Den Haag 1965, OCLC 905251536.
- Kentaurische Philosophie. Vorträge und Abhandlungen. München 1968, OCLC 73916505.
- Anticartesianische Meditationen. Was war und ist Meditieren? Ein Fragment. Bonn 1983, ISBN 3-416-01720-X.